# Carl Rex

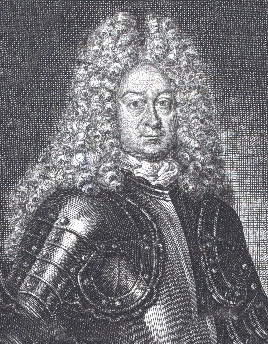
Carl Rex

Carl Rex, auch Carl von Rex (* 1. April 1660 in Kreischau; † 9. Juni 1716 in Dresden) war ein königlich-polnischer und kurfürstlich-sächsischer Geheimer Rat, oberster Hofmeister der Königin Christiane Eberhardine, Ehefrau von August dem Starken und Kurfürstin von Sachsen, sowie sachsen-weißenfelsischer Obersteuereinnehmer und Vizehofrichter zu Leipzig sowie Erb-, Lehn- und Gerichtsherr in Pobles.

## Leben und Wirken
Rex stammte aus dem Geschlecht der Herren von Rex und war der Sohn von Wolf und Maria von Rex. In erster Ehe war er mit Catharina Elisabeth von Muschwitz verheiratet. Ihr gemeinsamer Sohn war Johann Caspar von Rex, der Assessor bei der Oberamtsregierung im Markgraftum Niederlausitz und später dort Geheimer Rat und Oberamts-Regierungspräsident wurde.
Die zweite Ehefrau von Carl Rex war Christiana Elisabeth geb. von Neitschütz (1680–1739). Zu seinen Söhnen zählten Carl August von Rex und der spätere Generalleutnant Friedrich Wilhelm von Rex. Zu seinen Söhnen zählten auch Georg Abraham von Rex (* 1698 in Lobstädt) und Christian Gottlob von Rex (* 1702 in Pobles). Carl Rex gilt als der Stammvater der gräflichen Linie seiner Adelsfamilie.
Carl Rex besaß im Jahre 1695 eine Hälfte des Rittergutes Pobles, das sich bereits im Spätmittelalter im Familienbesitz befand. 1698 war er bereits fürstlich-sächsischer Geheimer Rat und Kammerdirektor zu Weißenfels und saß außer zu Pobles auch in Kreischau und Schalkendorf. Ferner war er damals bereits Assessor des Oberhofgerichts Leipzig und Direktor der Stände im Stift Merseburg. 1711 vereinigte Carl Rex durch Ankauf beide Teile des Rittergutes Pobles in einer Hand.